# اکتون، سافک
اکتون، سافک (به انگلیسی: Acton,Suffolk) یک محله مدنی و روستا در بریتانیا است که در بابرگ واقع شده‌است. اکتون ۱٬۸۱۱ نفر جمعیت دارد.